# Маргарон, Пьер
Пьер Маргарон (фр. Pierre Margaron; 1765—1824) — французский военный деятель, дивизионный генерал (1813 год), барон (1809 год), участник революционных и наполеоновских войн. Имя генерала выбито на Триумфальной арке в Париже.

## Биография

### Ранние годы и Революция
Родился в семье мастера-красильщика ткани Мартена Маргерона (фр. Martin Margueron; 1719—1780) и его супруги Маргариты Труйо (фр. Marguerite Trouillot; 1744—1807). Он вступил в вольную роту и временно находился в звании капитана до 15 августа 1792 года, когда его рота была включена в Арденнский легион. 10 декабря 1792 года он получил звание второго командира батальона, а 10 апреля 1793 года звание командира батальона. Четыре дня спустя он произведён в полковники и официально принял командование Арденнским легионом. Служил в штабе Северной армии в 1794-95 годах, а в 1795-96 годах был переведён в Самбро-Маасскую армию.
27 января 1797 года в Бонне женился на Изабелле Симонс (фр. Isabelle Caroline Adélaïde Simons; 1775—1839), от которой имел трёх дочерей.
23 декабря 1798 года Маргарон возглавил 1-й кавалерийский полк, который впоследствии стал 1-м кирасирским полком. В 1799 году 1-й кавалерийский сражался в битве при Треббии 17-20 июня, в битве при Нови 15 августа 1799 года и в битве при Женоле 4 ноября. При Треббии, 1-й кавалерийский полк численностью 263 человек был частью дивизии Монришара. 19 июня атака дивизии была отражена. В Нови 1-й кавалерийский был частью кавалерийского резерва Ришпанса. Всадники Ришпанса предприняли две контратаки против австрийцев, составлявших правое крыло союзников. Маргарон получил пулевое ранение в Нови и сломал правую ногу при Женоле, выполняя миссию по приказу Шампионне.
25 - 26 декабря 1800 года участвовал в сражении при Моцамбано под началом генерала Брюна, который командовал Итальянской армией. Маргарон всего лишь с 200 всадниками и двумя артиллерийскими орудиями был почти окружён вражеской кавалерией, которая вышла из укреплённого лагеря Вероны. Он возглавил две атаки и отбил деревню Сан-Массимо, отбросив неприятеля и захватив в плен 100 вражеских всадников.

### 1803—1806 годы
29 августа 1803 года Маргарон получил повышение до бригадного генерала. 20 сентября 1803 года возглавил кавалерийский лагерь в Сент-Омере. 3 августа 1805 года стал командиром пеших егерей в Булонском лагере под началом Луи Бонапарта. С началом войну против Третьей коалиции возглавил лёгкую кавалерию 4-го корпуса под командованием маршала Сульта. Он принимал участие в Войне третьей коалиции, которая закончилась битвой под Аустерлицем 2 декабря 1805 года. В Аустерлице он командовал лёгкой кавалерийской бригадой 4-го корпуса, которая насчитывала 12 эскадронов из 8-го гусарского и 11-го и 26-го конно-егерских полков, и получил два огнестрельных ранения. 28 февраля 1806 года оставил бригаду и вернулся во Францию. 11 апреля 1806 года был помещён в запас, но 28 июля был призван на действительную службу и присоединился к штабу Великой Армии.
20 сентября 1806 года вновь возглавил бригаду лёгкой кавалерии у Сульта. В битве при Йене 14 октября 1806 года Сульт атаковал 5 тыс. пруссаков под командованием фон Хольцендорфа, защищавшего северный фланг. Застигнутый врасплох атакой французов на его левый фланг, Хольцендорф начал организованно отступать под прикрытием своей кавалерии. Лёгкая кавалерия Сульта прорвалась через заслон прусской кавалерии и лёгкой пехоты и атаковала одну из отступающих прусских колонн, захватив 400 человек, шесть артиллерийских орудий и два знамени. Развернув свои войска возле деревни Нерквиц, Хольцендорф обнаружил, что французская пехота окружает его левый фланг, в то время как кавалерия Сульта атакует с фронта. Прусские войска дрогнули; позже его кавалерия смогла сплотиться, но пехота бежала с поля боя. Бригада Маргарона сражалась 1 ноября при Носсентине, 6 ноября при Любеке. 7 ноября 1806 года возглавил 1-ю бригаду (17-й и 27-й драгунские) 4-й драгунской дивизии генерала Саюка. 23 декабря 1806 года сражался при Бежуне, 25 января 1807 года - при Морунгене и 14 июня 1807 года - при Фридланде.

### Португалия
28 августа 1807 года Маргарон был назначен в 1-й наблюдательный корпус Жиронды под началом Жюно. Маргарон и Морен возглавляли бригады в кавалерийской дивизии численностью в 1754 человека под командованием Келлермана. В кавалерию входило по одному эскадрону из 1-го, 3-го, 4-го, 5-го, 9-го и 15-го драгунских полков и 26-го полка конных егерей. Все эскадроны насчитывали от 236 до 262 человек. С разрешения Испании силы Жюно пересекли реку Бидасоа 18 октября 1807 года и к 12 ноября были в Саламанке, готовые к вторжению в Португалию. Испанцы не знали, что Наполеон планировал вскоре захватить и их королевство. Вскоре после того, как в 1807 году корпус Жюно начал вторжение в Португалию, материально-техническое обеспечение армии начало давать сбои, и половина лошадей погибла. Тем не менее 30 ноября 1807 года французский авангард из 1,5 тыс. человек оккупировал Лиссабон, не встретив никакого сопротивления. Затем кавалеристы пересели на конфискованных у португальцев лошадей.
Вскоре после этого Наполеон низверг испанскую монархию путём политического и военного переворота; в конечном итоге это оказалось его огромной ошибкой. В феврале 1808 года французские имперские войска, которые должны были стать подкреплением для корпуса Жюно, захватили несколько ключевых испанских крепостей. Вскоре в стране было 118 тыс. французских солдат. В результате обмана Наполеон сверг короля Карла IV и его сына принца Фердинанда и посадил на испанский трон своего брата Жозефа Бонапарта. 2 мая 1808 года началось мадридское восстание, и к концу месяца оно охватило всю Испанию. К началу июня линия связи Жюно с Францией через Испанию была прервана. Португальское восстание началось на севере, но 16 июня повстанцы на юге захватили в плен Морена и французских солдат, охранявших Фару.
5 июля Жюно отправил Маргарона с 3 тыс. военнослужащих в Томар и Лейрию, где он успешно подавил восстание. 25 июля Жюно приказал Луазону возглавить экспедицию на восток к Элвашу. 29 июля 8,8 тыс. солдат Луазона, имевшие при себе восемь полевых орудий, столкнулись с испанскими и португальскими регулярными войсками примерно в 2,9 тыс. человек в битве при Эворе. Маргарон лично руководил 86-м линейным пехотным полком во время разгрома центра союзников и захвате трёх пушек. Побеждённая пехота союзников отступила к Эворе, которую они вместе с плохо вооруженными горожанами пытались удержать, но французы ворвались в город и уничтожили 2 тыс. защитников. Французы потеряли 90 человек убитыми и 200 ранеными; в отместку они жестоко разграбили город. Три дня спустя Луазон получил приказ вернуться в Лиссабон, чтобы отразить британское вторжение.
2 августа 1808 года сэр Артур Уэлсли высадился в бухте Мондегу во главе британской армии в 13 536 человек. К ним присоединились 2,3 тыс. португальских солдат. Вскоре они получили в подкрепление ещё 4 тыс. британских солдат. 17 августа в битве при Ролисе Уэлсли разбил французское войско в 4765 человек под командованием Делаборда. За этим 21 августа последовала битва при Вимейру, в которой Уэлсли потерял 719 из 18 869 человек. Побежденный Жюно потерял 1,8 тыс. человек из 16 622 и 12 орудий из 23. Другой источник оценил войска Жюно в 10,3 тыс. пехотинцев, 2 тыс. кавалеристов и 700 артиллеристов. В этой битве Маргарон командовал кавалерией, которая была организована во временные полки. Это были 3-й, 4-й и 5-й драгунские полки и 1-й полк конных егерей, а также 100 добровольцев.
В Вимейру Жюно послал 3-й драгунский полк с одной из фланговых бригад, оставив Маргарона с тремя кавалерийскими полками. После того, как его первые три лобовых атаки потерпели неудачу, Жюно отправил Келлермана со своим гренадерским резервом нанести удар по деревне Вимейру. После рукопашной схватки гренадеры были разбиты, и Маргарон послал один полк, чтобы прикрыть их отступление. В этот момент 240 солдат британского 20-го лёгкого драгунского полка атаковали, прорвали французский кавалерийский заслон и начали уничтожать гренадеров. В пылу битвы британские всадники вышли из-под контроля и слишком увлеклись преследованием неприятеля. Когда Маргарон выпустил свои последние два полка, лёгкие драгуны бежали, лишь по счастливой случайности потеряв только 21 человека убитыми, включая полковника Тэйлора, 24 ранеными и 11 пленными.

### 1809—1814 годы
Согласно Синтрской конвенции, в обмен на сдачу Португалии англичане репатриировали Жюно и его войска во Францию. Когда силы Жюно были заново собраны, сформировав 8-й корпус, у них отсутствовала кавалерия, потому что их временные кавалерийские отряды были переведены обратно в свои полки. Маргарон был назначен командующим кавалерийскими депо в Дё-Севре и Приморской Шаранте. 28 января 1809 года он получил титул барона Империи. В 1809 году он отправился в Испанию в составе 2-го корпуса, но вернулся в отпуск во Францию до конца года. С 6 сентября 1810 года по 22 июля 1812 года он командовал департаментом Верхняя Луара.
Маргарон был переведён в Великую Армию в Германии и 16 августа 1813 года был произведён в дивизионные генералы. Во время битвы при Лейпциге (Битвы народов) 16-19 октября 1813 года он командовал гарнизоном Лейпцига из 4820 человек, состоящим из двух бригад при поддержке двух французскими конных артиллерийских батарей (всего 12 пушек) и полубатареи с четырьмя пушками. Анне Морио де Л’Иль возглавлял французскую бригаду, в которую входили 2-е батальоны 96-го и 103-го линейных пехотных полков, 4-й батальон 132-го линейного пехотного полка и сводный батальон 35-го и 36-го лёгких пехотных полков. Граф Хохберг руководил бригадой Великого герцогства Баденского, состоящей из одного батальона 2-го линейного пехотного полка и лёгкого батальона Лингга.

### Дальнейшая карьера
В 1814 году после реставрации Бурбонов Маргарон получил орден Святого Людовика и стал генерал-инспектором жандармерии. В течение Ста дней он принял должность под началом Наполеона, а 22 октября 1815 года был включён в список находящихся в отставке. Однако 14 августа 1816 года он был вновь назначен генерал-инспектором жандармерии и занимал этот пост до ухода в отставку 3 июля 1821 года. Он умер в Париже 16 декабря 1824 года. Его имя высечено на северной стороне под Триумфальной аркой.

## Воинские звания
- Капитан (15 августа 1792 года);
- Командир батальона (10 апреля 1793 года);
- Полковник (14 апреля 1793 года);
- Бригадный генерал (29 августа 1803 года);
- Дивизионный генерал (16 августа 1813 года).

## Титулы
- Барон Маргарон и Империи (фр. baron Margaron et de l'Empire; декрет от 19 марта 1808 года, патент подтверждён 28 января 1809 года в Париже)[37][38].

## Награды
Легионер ордена Почётного легиона (11 декабря 1803 года)
 Коммандан ордена Почётного легиона (14 июня 1804 года)
 Кавалер Военного ордена Святого Людовика (8 июля 1814 года)